# Світлана Вольнова
Світлана Вольнова (справжнє прізвище: Короткова; нар. 22 грудня 1969, Ленінград, СРСР) — українська акторка, телеведуча, модель, фотограф, продюсер.

## Життєпис
Світлана Вольнова народилася 22 грудня 1969 року в Ленінграді. Перший чоловік був військовим, через нього вона переїхала до Києва. У 1990-х роках працювала моделлю.
Знімалася в кіно, була ведучою в програмі Вікторії Андрієвської «Телевізійний центр моди». Вела «Самий суб'єктивний рейтинг від Світлани Вольнової» в журналі та писала для кількох видань про ресторани й готелі.
2006-2008 - ведуча телепроєкту на телеканалі «K1» «Вольності Вольнової».
Була директоркою Східного Регіону американської компанії «The Mapping Alliance», продюсеркою агентства «Studio imPossible».
У 2013 році була ведучою програми «Нехай вам буде всеодно» на «Першому національному телеканалі».

## Фільмографія
| Акторська діяльність | Акторська діяльність | Акторська діяльність | Акторська діяльність |
| Рік                  | Фільм                | Роль                 | Примітки             |
| -------------------- | -------------------- | -------------------- | -------------------- |
| 2016                 | #SelfieParty         | Марія Аскольдівна    |                      |
| 2015                 | Закохані жінки       | Генрієтта            |                      |
| 2008                 | Кастинг              |                      |                      |
| 2006                 | Психопатка           | вдова Башликова      |                      |
| 2006                 | Опер Крюк            | Маргарита Петрівна   |                      |
| 2006                 | Happy People         |                      |                      |

### Телевізійні проєкти
- Вольності Вольнової (канал K1, 2006–2008) — авторське шоу-інтерв’ю.[4]
- Нехай вам буде все одно (Перший національний, 2013) — авторська програма на соціальні теми.

### Участь у модних показах
- Ukrainian Fashion Week — регулярна участь у показах як модель та гість.
- AIDS Army Fashion — соціальний показ, присвячений боротьбі зі СНІДом.[5]

### Інші активності
- Авторські фотосесії, культурні проєкти як продюсерка.
- Проведення мотиваційних тренінгів, зокрема «Уроки щастя».[6]
- Співзасновниця бренду «Annet Con Wear» (разом з донькою Аннет Вольновою).[7]
- Майстер-клас «Епатажна жіночність» у межах проєкту «Видатні жінки України».[8]

## Творчі проєкти та громадська активність

### Модні ініціативи та бренд одягу
Світлана Вольнова є співзасновницею бренду енергетичного одягу Annet Con Wear, який створила разом із донькою Аннет Вольновою. Колекції бренду вирізняються позитивними меседжами, афірмаціями та енергетичними символами. Зокрема, лінійка одягу Strong Ukraine була створена спеціально для німецького стиліста Frankie Wilde.
Одяг бренду носять українські зірки, зокрема Ольга Сумська, Віталій Борисюк, Соломія Вітвіцька та Олена Шоптенко.
Також Світлана активно бере участь у Ukrainian Fashion Week, зокрема в соціальних показах, таких як AIDS Army Fashion, що підтримують боротьбу зі СНІДом.

### Майстер-класи та жіночі ініціативи
У межах проєкту «Видатні жінки України» Світлана провела майстер-клас під назвою «Епатажна жіночність». Захід був спрямований на розкриття жіночої сексуальності, впевненості в собі, а також подолання внутрішніх блоків. Програма включала хореографічні вправи, психологічні техніки та роботу над образом.

### Мотиваційна діяльність
Світлана Вольнова є авторкою проєкту «Уроки щастя» — циклу тренінгів для особистісного розвитку, подолання внутрішніх криз і формування позитивного мислення. Учасники навчаються практикам самооцінки, внутрішньої стійкості та усвідомленого життя.

### Медіаактивність
Світлана активно співпрацює з українськими медіа як телеведуча, спікерка на жіночих форумах, а також бере участь у культурних заходах, пов’язаних із підтримкою української культури, жіночої солідарності та мистецьких ініціатив.